# Psychopsiella
Psychopsiella là một chi thực vật có hoa trong họ, Orchidaceae.